# Gyantásciprus
A gyantásciprus (Calocedrus) a ciprusfélék családjának egyik nemzetsége. Megtévesztő tudományos neve alapján magyarul gyakran gyantáscédrusnak nevezik, holott a cédrusoktól megjelenése és származása is távol áll. A félreérthetőséget csak fokozza, hogy egyes rendszerekben két nemzetségként szerepel, és a másik, magyarul délciprusnak nevezett nemzetség tudományos neve az ugyancsak megtévesztő Libocedrus.

## Megjelenése, felépítése
Középnagy vagy nagy pikkelylevelű fa. Toboza az óriás tuja (Thuja plicata) tobozáéra emlékeztet.